# Radiostacja RRC-9311AP
Radiostacja RRC-9311AP – radiostacja stosowana w ukompletowaniu zautomatyzowanych wozów dowodzenia i innych pojazdów rodzajów wojsk Sił Zbrojnych Rzeczypospolitej Polskiej.

## Charakterystyka
RRC-9311AP jest radiostacją pokładową składającą się ze wzmacniacza mocy oraz radiostacji plecakowej. Wzmacniacz mocy WZM 126 AP wraz z adapterem napięcia zasilającego umożliwia zwiększenie mocy wyjściowej wysokiej częstotliwości radiostacji RRC-9210 do 50 W.

## Zestaw roboczy
W skład zestawu roboczego wchodzą:
- – wzmacniacz WZM 126AP,
- urządzenie nadawczo-odbiorcze (radiostacja RRC-9210),
- podstawa montażowa SUP 188A-R lub SUP 188A-1R,
- przewód połączeniowy CHF147,
- antena prętowa typu VHF 3088 VM NT-S/GPS BNC lub LB 3088D/4E- GPS-3V
- antena masztowa VHF 3088 VM GP BNC,
- zestaw nagłowny,
- mikrotelefon COT 207,
- głośnik HPE 108-14.

## Dane liczbowe
| Dane taktyczno–techniczne    | Dane taktyczno–techniczne |
| ---------------------------- | ------------------------- |
| Rodzaj                       | pokładowa                 |
| Zakres częstotliwości pracy  | 30–87,975                 |
| Odstęp między kanałami       | 25 KHz                    |
| Liczba kanałów               | 2320                      |
| Liczba zapamiętanych kluczy  | 14                        |
| Liczba zapamiętanych kanałów | 7 cyfrowych, 1 analogowy  |
| Modulacja                    | F3E; SRC4; 8-CPM          |
| Rodzaje pracy                | FH; FCS, MIX; DFF; AFF    |
| Moc wyjściowa nadajnika      | 0,5/5/50 W                |